# 岩永裕人
岩永 裕人（いわなが ひろと）は日本の実業家である。1984年鹿児島大学大学院工学研究科前期課程建築学専攻修了、山田守建築事務所入社。1987年アール・アイ・エーに入り、2004年九州支社長、2010年取締役、2011年大阪支社長、2014年常務。福岡県出身。
| スタブアイコン | サブスタブ | この項目は、まだ閲覧者の調べものの参照としては役立たない、人物に関連した書きかけの項目です。この項目を加筆・訂正などしてくださる協力者を求めています（P:人物伝/PJ:人物伝）。 |